# Чемпіонат ФРН з футболу 1975—1976: Бундесліга
Сезон Бундесліги 1975–1976 був 13-им сезоном в історії Бундесліги, найвищого дивізіону футбольної першості ФРН. Він розпочався 9 серпня 1975 і завершився 12 червня 1976 року. Діючим чемпіоном країни була «Боруссія» (Менхенгладбах), яка змогла захистити чемпіонський титул, відірвавшись на чотири турнірні очки від найближчого переслідувача, «Гамбурга», і здобувши свій четвертий титул найсильнішої команди Німеччини.

## Формат змагання
Кожна команда грала з кожним із суперників по дві гри, одній вдома і одній у гостях. Команди отримували по два турнірні очки за кожну перемогу і по одному очку за нічию. Якщо дві або більше команд мали однакову кількість очок, розподіл місць між ними відбувався за різницею голів, а за їх рівності — за кількістю забитих голів. Команда з найбільшою кількістю очок ставала чемпіоном, а три найгірші команди вибували до Другої Бундесліги.

## Зміна учасників у порівнянні з сезоном 1974–75
«Штутгарт», «Теніс Боруссія» і «Вупперталер» за результатами попереднього сезону вибули до Другої Бундесліги. На їх місце до вищого дивізіону підвищилися «Ганновер 96», переможець Північного дивізіону Другої Бундесліги, «Карлсруе», переможець Південного дивізіону, а також «Юрдінген 05», який здолав у двоматчевому плей-оф за місце у Бундеслізі «Пірмазенс».

## Команди-учасниці
| Клуб                            | Місто              | Стадіон               | Вміщує  |
| ------------------------------- | ------------------ | --------------------- | ------- |
| «Герта» (Берлін)                | Берлін             | Олімпіаштадіон        | 100,000 |
| «Бохум»                         | Бохум              | Воновія Рурштадіон1   | 40,000  |
| «Айнтрахт» (Брауншвейг)         | Брауншвейг         | Айнтрахтштадіон       | 38,000  |
| «Вердер»                        | Бремен             | Везерштадіон          | 32,000  |
| «Дуйсбург»                      | Дуйсбург           | Ведауштадіон          | 38,500  |
| «Фортуна» (Дюссельдорф)         | Дюссельдорф        | Райнштадіон           | 59,600  |
| «Рот-Вайс» (Ессен)              | Ессен              | Георг-Мельхес-Штадіон | 40,000  |
| «Айнтрахт» (Франкфурт-на-Майні) | Франкфурт-на-Майні | Вальдштадіон          | 62,000  |
| «Гамбург»                       | Гамбург            | Фолькспаркштадіон     | 80,000  |
| «Ганновер 96»                   | Ганновер           | АВД-Арена             | 60,400  |
| «Кайзерслаутерн»                | Кайзерслаутерн     | Бетценберг            | 42,000  |
| «Карлсруе»                      | Карлсруе           | Вільдпаркштадіон      | 50,000  |
| «Кельн»                         | Кельн              | Рейн Енергі Штадіон   | 61,000  |
| «Боруссія» (Менхенгладбах)      | Менхенгладбах      | Бекельбергштадіон     | 34,500  |
| «Баварія» (Мюнхен)              | Мюнхен             | Олімпіаштадіон        | 70,000  |
| «Кікерс» (Оффенбах)             | Оффенбах-на-Майні  | Біберер-Берг          | 30,000  |
| «Шальке 04»                     | Гельзенкірхен      | Паркштадіон           | 70,000  |
| «Юрдінген 05»                   | Крефельд           | Гротенбург-Штадіон    | 22,000  |

Примітки
1. На початку 1976 року «Бохум» провів шість своїх домашніх матчів на стадіоні у Герне, а одну гру — на Зігналь Ідуна Парк у Дортмунді, оскільки на його арені Воновія Рурштадіон тривало розширення.

## Турнірна таблиця
| Поз | Команда                         | І  | В  | Н  | П  | ГЗ | ГП | РГ  | О  | Кваліфікація або пониження                    |
| --- | ------------------------------- | -- | -- | -- | -- | -- | -- | --- | -- | --------------------------------------------- |
| 1   | «Боруссія» (Менхенгладбах) (C)  | 34 | 16 | 13 | 5  | 66 | 37 | +29 | 45 | Перший раунд Кубка чемпіонів 1976—1977        |
| 2   | «Гамбург»                       | 34 | 17 | 7  | 10 | 59 | 32 | +27 | 41 | Перший раунд Кубка володарів кубків 1976—1977 |
| 3   | «Баварія» (Мюнхен)              | 34 | 15 | 10 | 9  | 72 | 50 | +22 | 40 | Перший раунд Кубка чемпіонів 1976—1977        |
| 4   | «Кельн»                         | 34 | 14 | 11 | 9  | 62 | 45 | +17 | 39 | Перший раунд Кубка УЄФА 1976—1977             |
| 5   | «Айнтрахт» (Брауншвейг)         | 34 | 14 | 11 | 9  | 52 | 48 | +4  | 39 | Перший раунд Кубка УЄФА 1976—1977             |
| 6   | «Шальке 04»                     | 34 | 13 | 11 | 10 | 76 | 55 | +21 | 37 | Перший раунд Кубка УЄФА 1976—1977             |
| 7   | «Кайзерслаутерн»                | 34 | 15 | 7  | 12 | 66 | 60 | +6  | 37 | Перший раунд Кубка УЄФА 1976—1977             |
| 8   | «Рот-Вайс» (Ессен)              | 34 | 13 | 11 | 10 | 61 | 67 | −6  | 37 |                                               |
| 9   | «Айнтрахт» (Франкфурт-на-Майні) | 34 | 13 | 10 | 11 | 79 | 58 | +21 | 36 |                                               |
| 10  | «Дуйсбург»                      | 34 | 13 | 7  | 14 | 55 | 62 | −7  | 33 |                                               |
| 11  | «Герта» (Берлін)                | 34 | 11 | 10 | 13 | 59 | 61 | −2  | 32 |                                               |
| 12  | «Фортуна» (Дюссельдорф)         | 34 | 10 | 10 | 14 | 47 | 57 | −10 | 30 |                                               |
| 13  | «Вердер»                        | 34 | 11 | 8  | 15 | 44 | 55 | −11 | 30 |                                               |
| 14  | «Бохум»                         | 34 | 12 | 6  | 16 | 49 | 62 | −13 | 30 |                                               |
| 15  | «Карлсруе»                      | 34 | 12 | 6  | 16 | 46 | 59 | −13 | 30 |                                               |
| 16  | «Ганновер 96» (R)               | 34 | 9  | 9  | 16 | 48 | 60 | −12 | 27 | Пониження у класі до Другої Бундесліги        |
| 17  | «Кікерс» (Оффенбах) (R)         | 34 | 9  | 9  | 16 | 40 | 72 | −32 | 27 | Пониження у класі до Другої Бундесліги        |
| 18  | «Баєр 05» (Юрдінген) (R)        | 34 | 6  | 10 | 18 | 28 | 69 | −41 | 22 | Пониження у класі до Другої Бундесліги        |

1. 1 2 3  «Баварія» (Мюнхен) виграла Кубок європейських чемпіонів 1975—1976, отримавши таким чином місце у розіграші цього турніру як його діючий переможець. Відповідно її місце у Кубку УЄФА перейшло до «Шальке 04».
2. ↑  Оскільки «Гамбург» кваліфікувався до Кубка володарів кубків, його місце у Кубку УЄФА перейшло до «Кайзерслаутерна».

## Результати
| Команда                         | ГЕР | БОХ | АЙБ | ВЕР | ДУЙ | ФОР | РВЕ | АЙФ | ГАМ | ГАН | КАЙ | КАР | КЕЛ | БРМ | БАВ | КІК | Ш04 | ЮРД |
| ------------------------------- | --- | --- | --- | --- | --- | --- | --- | --- | --- | --- | --- | --- | --- | --- | --- | --- | --- | --- |
| «Герта» (Берлін)                | —   | 4–1 | 1–0 | 0–0 | 1–2 | 2–2 | 2–2 | 4–4 | 1–1 | 1–0 | 3–0 | 1–1 | 2–1 | 3–0 | 2–1 | 1–0 | 2–1 | 5–0 |
| «Бохум»                         | 2–0 | —   | 2–0 | 0–3 | 1–2 | 0–1 | 2–1 | 5–3 | 0–3 | 2–0 | 2–0 | 4–2 | 1–0 | 2–0 | 3–1 | 5–1 | 1–4 | 3–0 |
| «Айнтрахт» (Брауншвейг)         | 5–2 | 1–1 | —   | 3–2 | 3–1 | 3–1 | 1–1 | 2–0 | 1–0 | 3–2 | 2–0 | 2–0 | 0–0 | 0–0 | 1–1 | 5–1 | 4–1 | 1–0 |
| «Вердер»                        | 3–2 | 4–1 | 0–1 | —   | 2–0 | 3–0 | 3–3 | 1–2 | 1–3 | 0–0 | 3–2 | 1–0 | 3–2 | 2–2 | 0–0 | 3–1 | 1–1 | 3–0 |
| «Дуйсбург»                      | 2–1 | 1–1 | 1–0 | 2–0 | —   | 2–2 | 4–0 | 1–1 | 1–1 | 4–3 | 1–2 | 1–0 | 0–4 | 2–3 | 1–1 | 6–2 | 1–3 | 2–0 |
| «Фортуна» (Дюссельдорф)         | 2–1 | 3–1 | 3–3 | 3–0 | 1–3 | —   | 5–2 | 1–1 | 1–0 | 3–0 | 5–1 | 0–2 | 0–0 | 1–1 | 1–1 | 0–0 | 1–2 | 2–0 |
| «Рот-Вайс» (Ессен)              | 3–1 | 1–0 | 2–2 | 2–0 | 5–2 | 2–2 | —   | 4–3 | 1–1 | 1–0 | 5–1 | 1–0 | 2–3 | 1–3 | 3–3 | 2–2 | 0–0 | 2–1 |
| «Айнтрахт» (Франкфурт-на-Майні) | 1–1 | 6–0 | 6–1 | 2–0 | 1–1 | 5–2 | 1–3 | —   | 1–0 | 5–1 | 1–1 | 0–2 | 2–2 | 1–1 | 6–0 | 1–0 | 2–1 | 3–1 |
| «Гамбург»                       | 2–1 | 5–3 | 4–0 | 1–2 | 3–0 | 3–1 | 4–1 | 4–2 | —   | 3–0 | 2–0 | 3–0 | 2–1 | 0–0 | 0–1 | 2–0 | 4–1 | 0–0 |
| «Ганновер 96»                   | 2–6 | 4–1 | 2–0 | 0–0 | 0–2 | 1–2 | 0–0 | 3–2 | 1–0 | —   | 2–0 | 2–0 | 3–3 | 3–3 | 2–2 | 4–0 | 1–1 | 3–1 |
| «Кайзерслаутерн»                | 5–0 | 2–1 | 3–1 | 4–0 | 3–0 | 2–1 | 5–0 | 3–1 | 2–0 | 2–2 | —   | 3–1 | 1–1 | 0–3 | 2–1 | 2–2 | 1–3 | 1–2 |
| «Карлсруе»                      | 3–0 | 2–2 | 0–2 | 2–0 | 2–2 | 1–0 | 1–2 | 1–0 | 3–2 | 3–2 | 3–5 | —   | 3–1 | 2–4 | 1–2 | 2–1 | 2–2 | 1–0 |
| «Кельн»                         | 2–0 | 1–0 | 1–1 | 1–1 | 3–2 | 4–0 | 3–0 | 3–3 | 1–1 | 2–1 | 1–1 | 1–3 | —   | 0–4 | 1–0 | 4–0 | 2–1 | 4–0 |
| «Боруссія» (Менхенгладбах)      | 1–1 | 1–1 | 0–0 | 3–0 | 3–0 | 1–0 | 1–2 | 4–2 | 1–1 | 2–0 | 3–0 | 4–0 | 2–1 | —   | 4–1 | 2–0 | 0–2 | 6–1 |
| «Баварія» (Мюнхен)              | 7–4 | 4–0 | 1–1 | 4–0 | 3–0 | 5–0 | 5–1 | 1–1 | 1–0 | 3–1 | 3–4 | 2–0 | 1–2 | 4–0 | —   | 3–1 | 3–2 | 2–0 |
| «Кікерс» (Оффенбах)             | 2–1 | 1–0 | 4–2 | 2–0 | 2–1 | 1–1 | 0–4 | 2–1 | 3–2 | 1–0 | 1–4 | 0–0 | 1–5 | 1–1 | 2–2 | —   | 1–1 | 2–3 |
| «Шальке 04»                     | 2–2 | 1–1 | 5–1 | 4–2 | 5–1 | 2–0 | 5–1 | 2–4 | 0–1 | 1–2 | 2–2 | 6–2 | 3–1 | 2–2 | 2–2 | 1–1 | —   | 5–1 |
| «Баєр 05» (Юрдінген)            | 1–1 | 0–0 | 0–0 | 2–1 | 0–4 | 2–0 | 1–1 | 0–5 | 0–1 | 1–1 | 2–2 | 1–1 | 1–1 | 1–1 | 2–1 | 1–2 | 3–2 | —   |

## Найкращі бомбардири
29 голів
- Клаус Фішер («Шальке 04»)

23 голи
- Еріх Бер («Герта» (Берлін))
- Герд Мюллер («Баварія» (Мюнхен))

22 голи
- Клаус Топпмеллер («Кайзерслаутерн»)

18 голів
- Горст Грубеш («Рот-Вайс» (Ессен))

17 голів
- Роланд Сандберг («Кайзерслаутерн»)

16 голів
- Вольфганг Франк («Айнтрахт» (Брауншвейг))
- Бернд Гельценбайн («Айнтрахт» (Франкфурт-на-Майні))
- Аллан Сімонсен («Боруссія» (Менхенгладбах))

15 голів
- Ганнес Лер («Кельн»)
- Бернд Нікель («Айнтрахт» (Франкфурт-на-Майні))

## Склад чемпіонів
| «Боруссія» (Менхенгладбах) |
| --- |
| Воротар: Вольфганг Клефф (34). Захисники: Ганс-Юрген Вітткамп (34 / 5); Берті Фогтс (34 / 1); Франк Шеффер (26); Ганс Клінкгаммер (24 / 2); Ульріх Зурау (3). Півзахисники: Герберт Віммер (34 / 3); Дітмар Даннер (34 / 2); Улі Штіліке (33 / 4); Райнер Бонгоф (30 / 5); Горст Кеппель (16); Вільфрід Ганнес (9 / 1); Крістіан Кулик (4); Горст Волерс (2); Норберт Рінгельс (1). Нападники: Аллан Сімонсен (34 / 16); Геннінг Єнсен (33 / 11); Юпп Гайнкес (24 / 12); Карл Дельгає (2). (кількість ігор і голів наведені у дужках) Головний тренер: Удо Латтек. Був у заявці, але не взяв участі у жодній грі чемпіонату: Ганс-Якоб Клінген; Норберт Кокс; Ганс-Юрген Офферманнс; Герд Енгельс; Рогер Реббен. |